# Космо-Дамианский храм
Ко́смо-Дамиа́нский храм   — храм в селе Нордовка, Мелеузовский район, Республика Башкортостан.
Настоятель: иерей Гречушкин Николай Александрович.

## История
Здание храма было построено в последние годы XIX века. В 1899 году в печати появилось сообщение о назначении Ф. Геллертова священником новооткрывшегося прихода д. Нордовки.
Первоначально местный храм был приписан к церкви с. Зиргана, находящегося в 20 километрах. Самостоятельный статус  Нордовский приход приобрел в 1904 году. 
В 1912 году произведены росписи интерьеров и ремонт здания. Денежные пожертвования сделали церковные староста и попечитель – Зот Константинович Шитягин и Михаил Ефремьевич Коновалов. Во время Отечественной войны в церкви хранили зерно. Службы в храме возобновились в 1946 году.

## Архитектура храма
Космодамиановская церковь – образец деревянного храма рубежа XIX и XX столетий. Типичное для этого времени построение плана сочетается с несколько необычными формами завершения, не имеющими в Башкортостане точных аналогов.